# ヴァフタング1世
ヴァフタング1世・ゴルガサリ（グルジア語: ვახტანგ I გორგასალი、Vakht’ang I Gorgasali）(439年 (443年?)-502年 (522年?))は、カルトリ (サカルトヴェロ東部地方)のイベリア王国の第32代イベリア王である。
ヴァフタング1世は長い間サーサーン家勢力と対抗するために東ローマ帝国と同盟を組んでいたがヴァフタング1世がサーサーン家に敗北したためイベリア王国は弱体化し、東ローマ帝国とともに不幸な運命を歩んだ。しかしながらヴァフタング1世は、伝統によればグルジア正教会の再建や現在のサカルトヴェロの首都であるトビリシを創設したという功績もある。
ヴァフタング1世の在位期間は諸説ある。歴史家のイヴァネ・ジャヴァヒシヴィリは449年–502年だろうと提唱しているが、シリル・トーマノフは447年–522年だろうと指摘している。トーマノフはヴァフタング1世をプロコピオスのユスティニアヌスの戦争 (Wars of Justinian)で有名なイベリア王グアラム1世に重ね合わせている。
ヴァフタング1世は中世の頃には既にジョージア史のなかで、人気な歴史上の人物の一人となっていた。ヴァフタング1世は死後グルジア正教会の列聖が認められ、 神聖信義王ヴァフタング1世 (The Holy and Right-Believing King Vakhtang (グルジア語: წმინდა დიდმოწამე მეფე ვახტანგი))の名を授かった。

## 名前
Life of Vakhtang Gorgasaliによると、ヴァフタング1世はイラン語のヴァラズホスロヴタン (Varazkhosrovtang)として生誕し、後にカルトリ語の名前であるヴァフタング (Vakhtang)の名を授かった。ヴァフタングとはイラン語の *warx-tang ("狼の体"の意味 vahrka-tanū)から派生していると考えられており、古代サカルトヴェロの狼崇拝に由来する。13世紀の後半にもなると、多くのサカルトヴェロの王や王子がヴァフタングの名をもらった。

## 即位

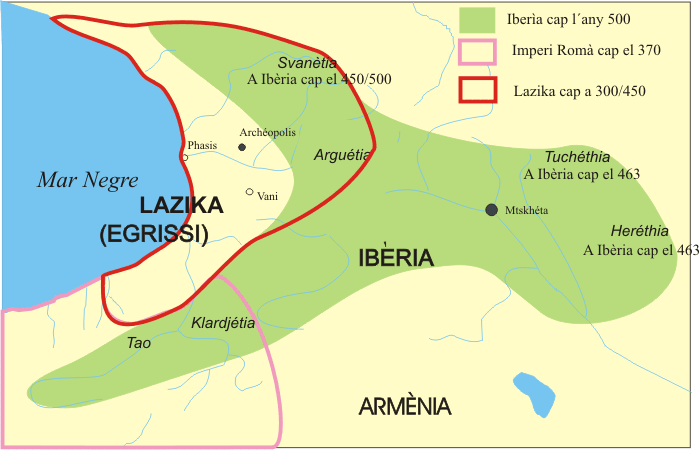
ヴァフタング1世統治時代のイベリア王国の最大領域

Life of Vakhtang Gorgasali (以下LVGとする)の他にヴァフタング1世のことについて記述している史料は極僅かである。
LVGによるとヴァフタングは7歳の時にミフルダト5世の跡を継いだとされている。ヴァフタング1世の母はキリスト教に改宗したペルシア人のサグドゥフトで、ヴァフタング1世が成人になる前は摂政の地位についた。ヴァフタング1世の少年時代、イベリア王国は存続の危機に立たされており、サーサーン朝によるゾロアスター化、北からのオセット人襲来に悩まされていた。プリスクスはとりわけオセット人襲来はフン人 (アラン人含む?)がカスピの門を通ってサカルトヴェロを襲撃していたことを示す証拠になっているかもしれないと言及している。ヴァフタング1世は16歳の時にオセット人に報復することに成功し、囚われの身であった彼の姉であるミランドゥフトを解放した。19歳の時にヴァフタング1世はホルミズド3世の娘であるバレンドゥフトと結婚した。サーサーン朝ペルシアの妃を娶ったため、ヴァフタング1世はサーサーン朝に従属することになる。結婚して間もなく義父のホルミズド3世の要請によりヴァフタング1世はペーローズ1世とともにエフタル (嚈噠)への侵攻やローマ・ペルシア戦争の472年の戦闘ためにインドへ赴いた。結果ヴァフタング1世はコーカサス山脈を征服したことにより北方国境を確保し、さらに西コーカサス地方のコルキスとアブハジア手に入れた。

## サーサーン朝ペルシアとの戦争

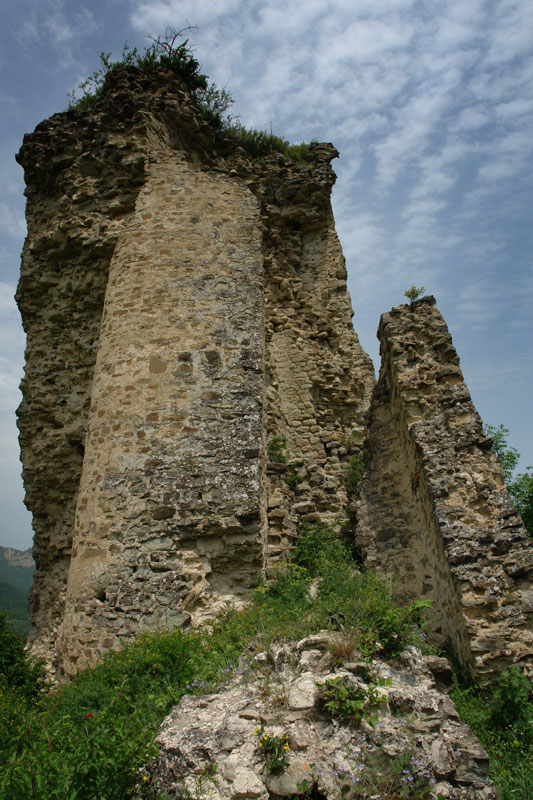
現在は廃墟と化したウジャルマ要塞だが、ヴァフタング1世の治世時代ではイベリア王国の本拠地として利用されていた。

当初イベリア王国はサーサーン朝に従属していたが、度重なる侵略に憤慨したヴァフタング1世はペルシア王女のバレンドゥフトと離婚した。その後王権強化を試みたヴァフタング1世は東ローマ帝国皇帝のゼノンの娘とされるへレーナと再婚し、見事コンスタンティノープルからイベリア王国教会長に任命され、ムツヘタで監督を担った。
親ローマ政策を進めていくヴァフタング1世であったが、482年ついにイランとの亀裂が深まった決定的な事件が起きた。ヴァフタング1世は側近の家臣であるヴァルスケンとビダクシュを、ゾロアスター教に改宗し彼らのキリスト教徒の妻のシュシャニクを殺害したとして極刑にしたのである。このヴァフタング1世の行いがサーサーン朝の逆鱗に触れてしまい彼はサーサーン朝と対立することとなった。そこでヴァフタング1世はアルメニアの王子とフン人に同盟を要請し、反ペルシャ反乱を指揮した。483年と484年にサーサーン朝がイベリア王国へ略奪をしに遠征に行くも、サーサーン朝のペーローズは484年に戦死し、コーカサスに平和が訪れた。イベリア王国の勝利へと終わるとヴァフタング1世は王を改めて宣言した。サーサーン朝に勝利したヴァフタング1世は、すでにイラン人の建てた集落に新たにティフリスという街を創設した。これが現在のトビリシであり、ティフリスはヴァフタング1世の遺言に従った息子のダチによって、後にムツヘタから遷都されイベリア王国の首都となる。
イランとローマの百年間の平和期間が終了すると、サーサーン朝のカワード1世はヴァフタング1世を召喚し対ローマ戦争で共闘するよう要求したが、ヴァフタング1世はこれを拒否したためイベリア王国はまたもやサーサーン朝の怒りを買った。そのためヴァフタング1世は60歳を過ぎても戦争や亡命に人生の晩期を過ごした。その間ローマに援助を求めてみたりもしたが無駄だった。正確なことは年代記でもはっきりとしていないが、518年までにはサーサーン朝の総督が現在のトビリシのある場所にティフリス (Tiflis)という村をカルトリの伝統にしたがって創設したと言われている。LVGによると、ヴァフタング1世はイランと戦っている途中で裏切り者の奴隷の手によって脇の下の鎧の脆い部分を矢で射られて戦死したと伝えられている。負傷したヴァフタング1世はウジャルマ要塞へと運ばれたが後にそこで死亡し、ムツヘタのスヴェチツクホヴェリ大聖堂に埋葬された。しかし、彼がいつ死亡したかは前述のとおり諸説ある。

## 家族
LVGによれば、ヴァフタング1世には3人の子息がいた。イラン人のバレンドゥフトとの間に設けた、後にヴァフタング1世の跡を継いだ長男のダチと、再婚相手のローマ人女性エレーヌとの間に設けたレオンとミフルダトである。

## ヴァフタング1世の遺言
ヴァフタング1世がウジャルマ要塞で死亡する前、彼は息子のダチとカルトリの人々に遺言を残していた。
| 「 | მე ესე რა წარვალ წინაშე ღმრთისა ჩემისა, და ვმადლობ სახელსა მისსა, რამეთუ არა დამაკლო გამორჩეულთა წმიდათა მისთა. აწ გამცნებ თქუენ, რათა მტკიცედ სარწმუნოებასა ზედა სდგეთ და ეძიებდეთ ქრისტესთჳს სიკუდილსა სახელსა მისსა ზედა, რათა წარუვალი დიდება მოიგოთ. ...さて私は神のもとへ向かっているのだ。主が私にすべてを与えてくださったように、主の御名を祝福して感謝する。そして息子よ、あなたに伝える。堅い信仰を持ってキリストの名のもとに死を求めよ。そうすればあなたは永久の栄光を見つけるであろう。 | 」 |

ヴァフタング1世は同胞に東ローマ帝国との繋がりを大切にするよう伝えた。:
| 「 | მე ჴორციელებრითა დიდებითა გადიდენ თქუენ ნათესავთა ჩემთა. და სახლსა ჩუენსა ნუ შეურაცხჰყოფთ, და სიყუარულსა ბერძენთასა ნუ დაუტეობთ. 私は命にかけてあなたがた同胞を賛美する。故郷を侮辱してはならぬ。そしてギリシャ人に対する愛を忘るるなかれ。 | 」 |

## 後世の評価

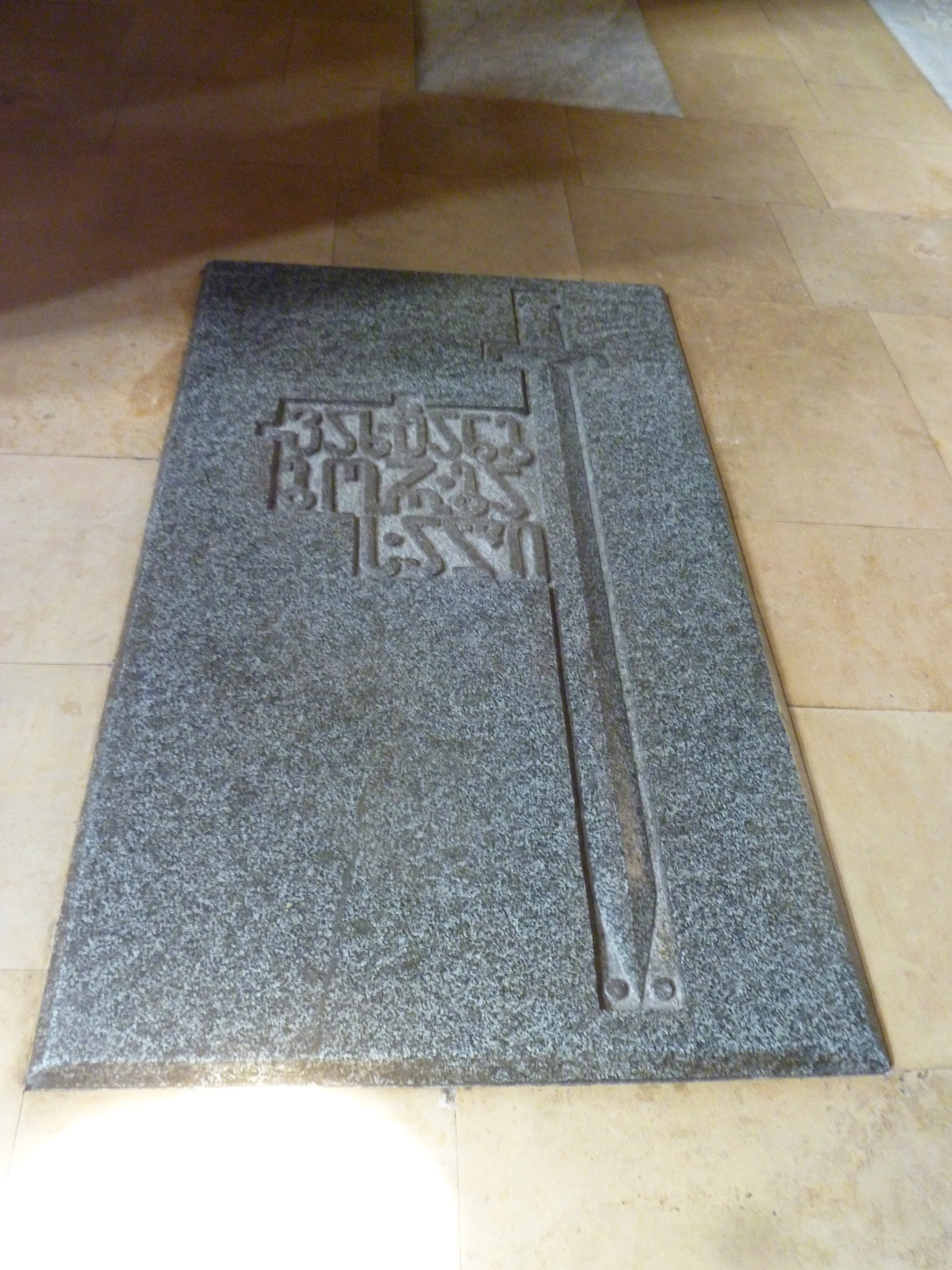
スヴェチツクホヴェリ大聖堂にあるヴァフタング1世の墓

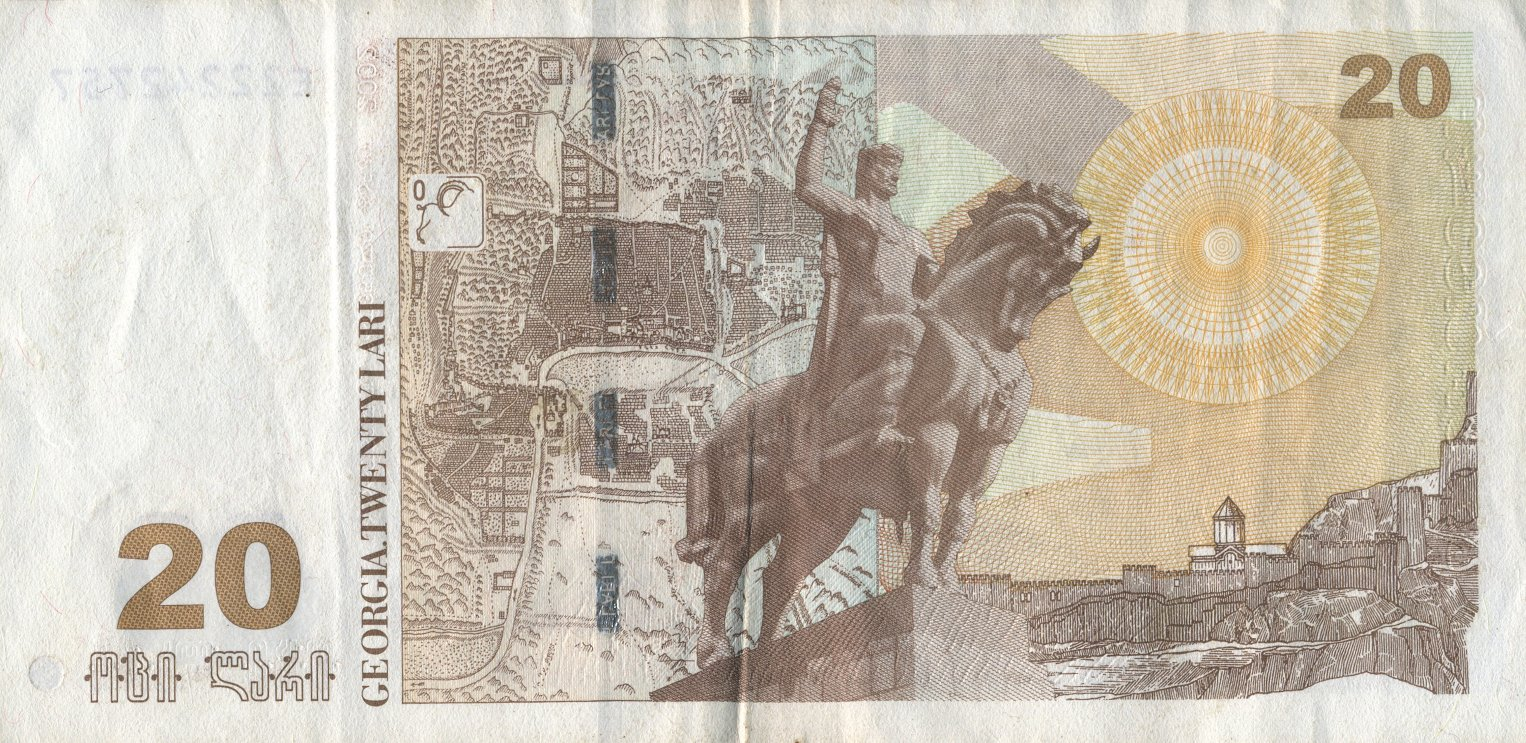
20ラリ紙幣 (2016年2月1日以前のもの)の裏側に描かれたヴァフタング1世像

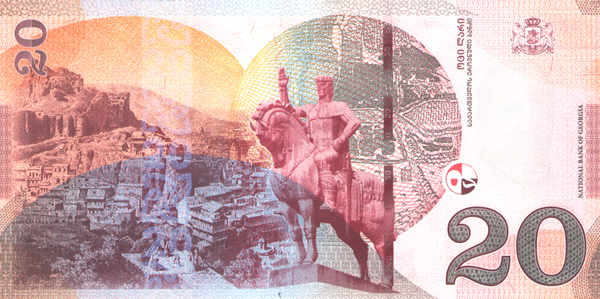
2016年2月1日より発行されている20ラリ新札

ヴァフタング1世は中世の頃にはサカルトヴェロの偉人を祭る殿堂に国の英雄として奉祀されたといわれている。また彼はトビリシをふくめていくつかの街や城塞、修道院を創設したと信じられており、トビリシには彼の名前のついた通りや広場もある。
トビリシ創設について言えば、このような伝説が存在する：
ある日ヴァフタング1世が狩りをしていると、彼のハヤブサが傷ついたキジを捕まえてきた。その後王が歩いていると突然彼のハヤブサとキジが水の中に落ち死んでしまった。王が確認するとそこには茹で上がったハヤブサとキジと温かい水、つまり温泉があった。その後ヴァフタング1世はイベリア王国の首都をムツヘタからアバノツバニのある場所に遷都し、その場所はジョージア語で"あたたかい"、"あたたかい場所"を意味するトビリシ(アソムタヴルリ:ႲႡႨႪႨႱႨ, ムヘドルリ: თბილისი)という名前が付けられた。
1967年には彫刻家のエルグジャ・ダヴィティス・デ・アマシュケリの設計の下、ヴァフタング1世を称えるヴァフタング1世像がトビリシ旧市街のアヴラバリにあるメテヒ教会敷地内のメテヒ岩の台座の上に建立され、今もなおトビリシを象徴している建造物である。
サカルトヴェロの歴史家であるイラクリ・ジジシュウィリ (Irakli Zizischwili)はヴァフタング1世像についてこのような評価をしている：
| ｢ゴルガサリが威風堂々と漆黒の軍馬に騎乗された。王の威厳ある右手が粛々と王の築いた街を指さしている。細い眼に堅く結んだ唇の上にある鷲鼻、まさに王の顔のすべてがゴルガサリ―カルトリの狼の長の名にふさわしいのだ。｣ |
| —Zizischwili, Irakli: Tbilissi - Architekturdenkmäler und Kunstmuseen. Aurora, Leningrad 1985, S. 44–47. |

ヴァフタング1世は20ラリ紙幣の新札の裏面に描かれており、紙幣には他にもナリカラ要塞やトビリシ旧市街、18世紀に書かれたトビリシの古地図が他にも印刷されている。
他にもサカルトヴェロで最も等級の高い軍隊勲章であるヴァフタング・ゴルガサリ勲章 (Vakhtang Gorgasal Order)が1992年に制定された。